# Zabitz
Zabitz este o comună din landul Saxonia-Anhalt, Germania.